# Confine tra Italia e Montenegro
Il confine tra l'Italia e il Montenegro è interamente marittimo e si estende nel mare Adriatico. Questo confine segue i tracciati definiti da un trattato bilaterale tra l'Italia e Jugoslavia firmato nel 1968.
Il triplice confine marittimo con l'Albania non è localizzato in modo chiaro dal trattato. La delimitazione tra Albania e Jugoslavia per il limite delle acque territoriali nell'Adriatico seguiva una linea retta perpendicolare alla costa a livello della foce principale del fiume Boiana (o Buna).

## Tracciato
Il tracciato è definito dall'accordo tra Italia e Jugoslavia relativo alla delimitazione della piattaforma continentale tra i due paesi nel mare Adriatico firmato l'8 gennaio 1968. Dopo la dissoluzione della Jugoslavia degli anni '90, Slovenia, Croazia e Montenegro hanno ereditato la loro sezione di confine marittimo come stati successori rispetto all'accordo. I punti dall'1 al 40 riguardano il confine marittimo italo-croato. Solo gli ultimi punti riguardano il confine marittimo con il Montenegro.
- Punto 41: 41 ° 50'.2 N, 17 ° 37'.0 E.
- Punto 42: 41 ° 38'.5 N, 18 ° 00'.0 E.
- Punto 43: 41 ° 30'.0 N, 18 ° 13'.0 E.